# Mésorégion (Brésil)
La mésorégion est une subdivision des États du Brésil qui regroupe plusieurs municipalités d'une zone géographique avec des similarités économiques et sociales. Elle a été créée par l'IBGE, est utilisée à des fins statistiques et ne constitue aucune entité politique ou administrative,.